# Zamek Straßburg
Zamek Straßburg (niem. Schloss Straßburg) – dawna siedziba biskupów z Gurk, od niego pochodzi nazwa pobliskiej miejscowości Straßburg w dolinie Gurktal w Karyntii, Austria.

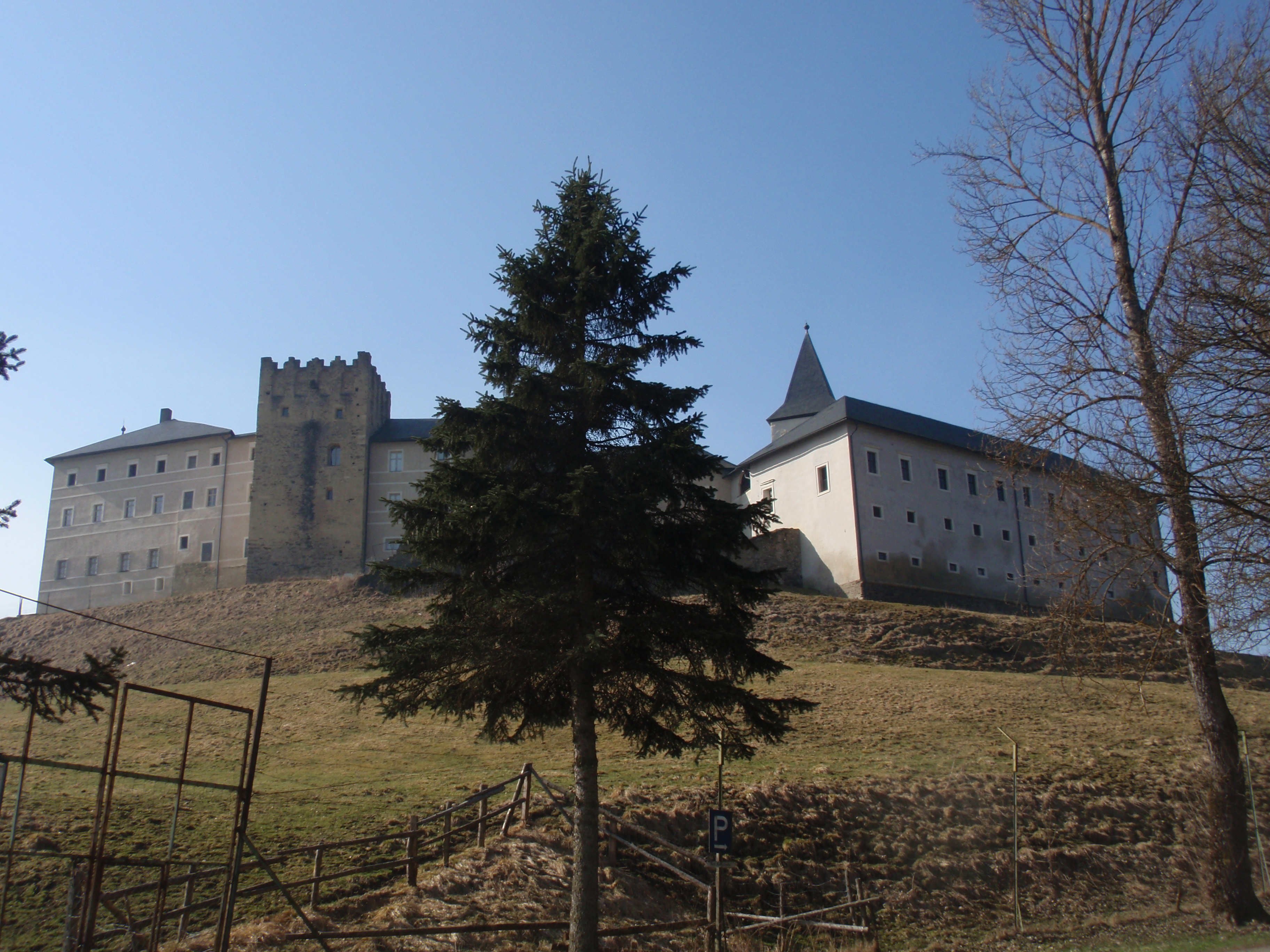
Zamek Straßburg

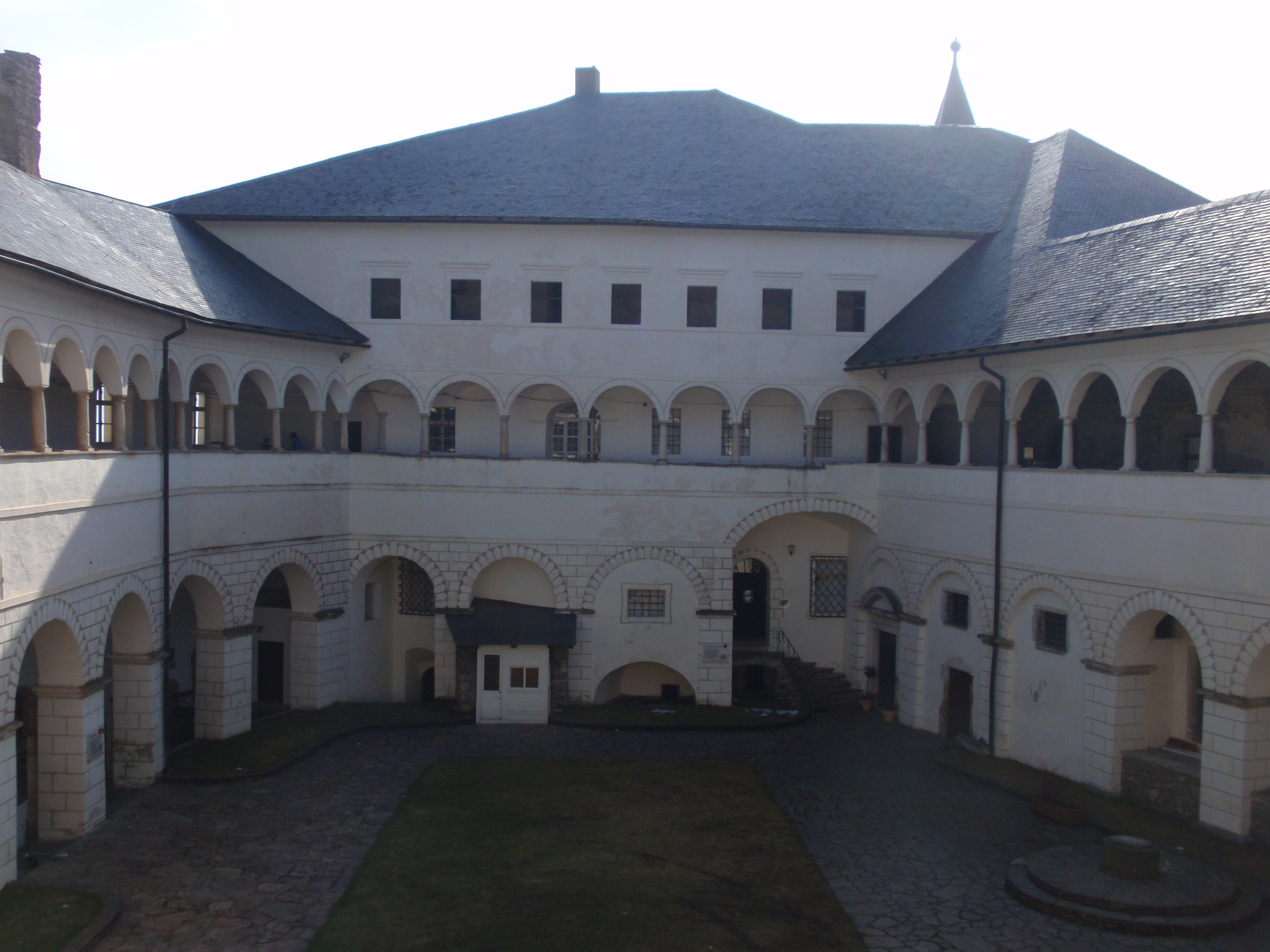
Zamek Straßburg – dziedziniec wewnętrzny

Zamek, który dzięki swemu strategicznemu położeniu nad drogą prowadzącą do Gurk służył jako punkt obserwacji tej drogi, czyli po niemiecku Straße, zawdzięcza temu swą nazwę. Pierwsza wzmianka historyczna o Strazburch pochodzi z 1147 roku. Zamek, jak również pobliska katedra w Gurk, został wybudowany z polecenia biskupa Gurk, Romana I, który w ten sposób chciał zademonstrować swą niezależność od arcybiskupa Salzburga.
Zamek, który do pierwszej połowy XVI wieku określany był mianem Burg (castrum, veste), otrzymał później nazwę Schloss i do roku 1783 był siedzibą biskupów z Gurk.
W trakcie trzęsienia ziemi, 21 listopada 1767 roku zamek uległ znacznemu uszkodzeniu. W roku 1783 biskupi Gurk przenieśli swą rezydencję do zamku Pöckstein, co przyczyniło się do upadku świetności zamku Straßburg. W latach 1858 i 1904 miały miejsce pożary spowodowane uderzeniem piorunu. W roku 1956 podjęto starania o odbudowę i restaurację zamku. Zamek w obecnej postaci to wynik prac konserwatorskich i remontowych.

## Dzisiaj
W dzisiejszych czasach zamek nie jest wyłącznie atrakcją turystyczną.
W zamku znajdują się:
- Centrum kultury miasteczka Straßburg
- Muzeum myślistwa
- Restauracja

## Literatura
- August Jaksch von Wartenhorst: Schloß Straßburg in Kärnten. Straßburg 1924
- Albrecht Wendel: Die Straßburg. Eine bauanalytische Betrachtung. In: Hemma von Gurk: Ausstellungskatalog. Carinthia, Klagenfurt 1988, S. 315–323
- Siegfried Hartwagner: Straßburg. In: Ders.: Österreichische Kunstmonographie Band VIII: Der Bezirk St. Veit an der Glan. Graz 1994, S. 232–239